# Трескови
Тресковите (Gadidae) са семейство животни от разред Трескоподобни (Gadiformes).
Таксонът е описан за пръв път от Константен Самюел Рафинеск през 1810 година.

## Родове
- Arctogadus
- Boreogadus
- Eleginus
- Gadiculus
- Gadus
- Melanogrammus
- Merlangius
- Microgadus
- Micromesistius
- Pollachius
- Raniceps
- Trisopterus